# Fußball-Weltmeisterschaft 1986/Paraguay
Dieser Artikel behandelt die paraguayische Fußballnationalmannschaft bei der Weltmeisterschaft 1986.

## Qualifikation

### Gruppenphase
| Bolivien  | - | Paraguay  | 1:1 | Rojas 9' / Núñez 82'                 |
| Paraguay  | - | Bolivien  | 3:0 | Mendoza 17', Jacquet 34', Romero 48' |
| Paraguay  | - | Brasilien | 0:2 | Casagrande 26', Zico 69'             |
| Brasilien | - | Paraguay  | 1:1 | Sócrates 26' / Romero 40'            |

### Play-offs

#### Erste Runde
| Paraguay  | - | Kolumbien | 3:0 | Hicks 15', Romero 70', Cabañas 79'   |
| Kolumbien | - | Paraguay  | 2:1 | Angulo 66', Ortiz 88' / Ferreira 57' |

#### Finalrunde
| Paraguay | - | Chile    | 3:0 | Cabañas 9', Delgado 46', Garrido (Eigentor) 85'  |
| Chile    | - | Paraguay | 2:2 | Rubio 13', Muñoz 80' / Schettina 22', Romero 39' |

## Paraguayisches Aufgebot
| 1                 | Roberto Fernández     | Deportivo Cali         | 09.07.1954 | 4 | 0 | 0 | 0 |  |  |
| 12                | Jorge Battaglia       | Club Sol de América    | 12.05.1960 | 0 | 0 | 0 | 0 |  |  |
| 22                | Julián Coronel        | Club Guaraní           | 23.10.1958 | 0 | 0 | 0 | 0 |  |  |
| Abwehrspieler     |                       |                        |            |   |   |   |   |  |  |
| 2                 | Juan Torales          | Club Libertad          | 09.05.1956 | 4 | 0 | 0 | 0 |  |  |
| 3                 | César Zabala          | Club Cerro Porteño     | 03.06.1961 | 4 | 0 | 0 | 0 |  |  |
| 4                 | Vladimiro Schettina   | Club Guaraní           | 08.10.1955 | 3 | 0 | 2 | 0 |  |  |
| 5                 | Rogelio Delgado       | Club Olimpia           | 12.10.1959 | 4 | 0 | 0 | 0 |  |  |
| 13                | Virginio Cáceres      | Club Guaraní           | 21.05.1956 | 0 | 0 | 0 | 0 |  |  |
| 14                | Luis Caballero        | Club Guaraní           | 17.09.1962 | 0 | 0 | 0 | 0 |  |  |
| 15                | Eufemio Cabral        | Club Guaraní           | 21.03.1955 | 0 | 0 | 0 | 0 |  |  |
| Mittelfeldspieler |                       |                        |            |   |   |   |   |  |  |
| 6                 | Jorge Amado Nunes     | Deportivo Cali         | 18.10.1961 | 4 | 0 | 1 | 0 |  |  |
| 7                 | Buenaventura Ferreira | Deportivo Cali         | 04.07.1960 | 4 | 0 | 0 | 0 |  |  |
| 8                 | Julio César Romero    | Fluminense             | 28.08.1960 | 4 | 2 | 1 | 0 |  |  |
| 10                | Adolfino Cañete       | CD Cruz Azul           | 13.09.1956 | 4 | 0 | 0 | 0 |  |  |
| 16                | Jorge Guasch          | Club Olimpia           | 17.01.1961 | 4 | 0 | 0 | 0 |  |  |
| 17                | Francisco Alcaraz     | Club Nacional          | 04.10.1960 | 0 | 0 | 0 | 0 |  |  |
| 19                | Rolando Chilavert     | Club Guaraní           | 22.05.1961 | 0 | 0 | 0 | 0 |  |  |
| Stürmer           |                       |                        |            |   |   |   |   |  |  |
| 9                 | Roberto Cabañas       | América de Cali        | 11.04.1961 | 4 | 2 | 0 | 0 |  |  |
| 11                | Alfredo Mendoza       | Independiente Medellín | 31.12.1963 | 4 | 0 | 1 | 0 |  |  |
| 18                | Evaristo Isasi        | Club Olimpia           | 26.10.1955 | 0 | 0 | 0 | 0 |  |  |
| 20                | Ramón Hicks           | Club Libertad          | 30.05.1959 | 2 | 0 | 0 | 0 |  |  |
| 21                | Faustino Alonso       | Club Sol de América    | 15.02.1961 | 0 | 0 | 0 | 0 |  |  |
| Trainer           |                       |                        |            |   |   |   |   |  |  |
|                   | Cayetano Ré           |                        | 07.02.1938 |   |   |   |   |  |  |

## Spiele der paraguayischen Mannschaft

### Vorrunde
- Paraguay –  Irak 1:0 (1:0)

Stadion: Estadio Nemesio Díez (Toluca)
Zuschauer: 24.000
Schiedsrichter: Picon-Ackong (Mauritius)
Tore: 1:0 Romero (35.)
- Mexiko –  Paraguay 1:1 (1:0)

Stadion: Aztekenstadion (Mexiko-Stadt)
Zuschauer: 114.000
Schiedsrichter: Courtney (England)
Tore: 1:0 Flores (3.), 1:1 Romero (85.)
- Belgien –  Paraguay 2:2 (1:0)

Stadion: Estadio Nemesio Díez (Toluca)
Zuschauer: 16.000
Schiedsrichter: Dotschew (Bulgarien)
Tore: 1:0 Vercauteren (30.), 1:1 Cabañas (50.), 2:1 Veyt (59.), 2:2 Cabañas (76.)
Veranstalter Mexiko hatte Glück bei der Gruppenauslosung und setzte sich als Sieger der Gruppe B vor Paraguay und den enttäuschenden Belgiern sowie dem respektabel auftretenden Team des Irak durch. Auffällig in dieser Gruppe war die von allen Mannschaften ins Spiel gebrachte Härte, die selten niveauvolle Spiele zuließ. Die interessanteste Begegnung fand zwischen Belgien und Paraguay (2:2) statt. Selbst die Belgier konnten sich danach als einer der besten Gruppendritten abschließend fürs Achtelfinale qualifizieren.

### Achtelfinale
| 99.000 | Aztekenstadion (Mexiko-Stadt) | England | Paraguay | al-Sharif (Syrien) | 3:0 (1:0) | 1:0 Lineker (31.) 2:0 Beardsley (56.) 3:0 Lineker (73.) |

Wenig überraschend, aber souverän setzte sich England mit 3:0 gegen Paraguay durch.